# Max Sitruk
Max Sitruk est un joueur tunisien de volley-ball.
D'abord tenté par le basket-ball, il joue par hasard un match de volley-ball à l'âge de quinze ans en remplaçant un joueur absent. Il a évolué au sein de trois clubs tunisiens, l'Herzellia Sports, l'Étoile olympique La Goulette Kram et l'Alliance sportive.